# Relações entre Kosovo e Montenegro
As Relações entre Kosovo e Montenegro são as relações bilaterais entre a República do Kosovo e a República de Montenegro. Os dois países compartilham uma fronteira de 78,6 quilômetros, além de ambos terem declarado independência da Sérvia. Entretanto, apenas a independência de Montenegro foi reconhecida pelos sérvios.
O Kosovo declarou sua independência da Sérvia em 17 de fevereiro de 2008 e Montenegro reconheceu-a em 9 de outubro do mesmo ano.